# Western Region (Uganda)

Western Region in Uganda

Die Western Region ist eine von vier Regionen in Uganda. Sie liegt im südwestlichen Teil des Landes und grenzt im Westen an die Demokratische Republik Kongo, im Süden an Ruanda und Tansania, im Osten an das in Uganda liegende Königreich Buganda beziehungsweise die Central Region und im Norden an die Northern Region. Die Region gliedert sich in mehrere Distrikte.

## Distrikte

### Aktuelle Einteilung
Stand 2024 ist die Western Region in 35 Distrikte unterteilt:
| Distrikt                | Distrikt nach ehemaliger Verwaltungsgliederung | Einwohnerzahl (Zensus 1991) | Einwohnerzahl (Zensus 2002) | Einwohnerzahl (Zensus 2014) | Hauptstadt  |
| ----------------------- | ---------------------------------------------- | --------------------------- | --------------------------- | --------------------------- | ----------- |
| Distrikt Buhweju        | Distrikt Buhweju                               | 55.534                      | 82.881                      | 120.720                     | Buhweju     |
| Distrikt Buliisa        | Distrikt Buliisa                               | 47.709                      | 63.363                      | 113.161                     | Buliisa     |
| Distrikt Bundibugyo     | Distrikt Bundibugyo                            | 92.311                      | 158.909                     | 224.387                     | Bundibugyo  |
| Bunyangabu (← Kabarole) | Distrikt Kabarole                              |                             | 127.062                     | 170.247                     |             |
| Distrikt Bushenyi       | Distrikt Bushenyi                              | 160.982                     | 205.671                     | 234.443                     | Bushenyi    |
| Distrikt Hoima          | Distrikt Hoima                                 | 197.851                     | 343.618                     | 305.531                     | Hoima       |
| Distrikt Ibanda         | Distrikt Ibanda                                | 148.029                     | 198.635                     | 249.625                     | Ibanda      |
| Distrikt Isingiro       | Distrikt Isingiro                              | 226.365                     | 316.025                     | 486.360                     | Isingiro    |
| Distrikt Kabale         | Distrikt Kabale                                |                             | 194.939                     | 230.609                     | Kabale      |
| Distrikt Kabarole       | Distrikt Kabarole                              |                             | 229.852                     | 298.989                     | Fort Portal |
| Kagadi (← Kibaale)      | Distrikt Kibaale                               |                             | 228.329                     | 351.033                     |             |
| Kakumiro (← Kibaale)    | Distrikt Kibaale                               |                             | 108.357                     | 293.108                     |             |
| Distrikt Kamwenge       | Distrikt Kamwenge                              |                             |                             | 270.668                     | Kamwenge    |
| Distrikt Kanungu        | Distrikt Kanungu                               | 160.708                     | 204.732                     | 252.144                     | Kanungu     |
| Distrikt Kasese         | Distrikt Kasese                                | 343.601                     | 523.033                     | 694.987                     | Kasese      |
| Kazo (← Kiruhura)       | Distrikt Kiruhura                              |                             |                             | 177.054                     |             |
| Distrikt Kibaale        | Distrikt Kibaale                               |                             | 69.196                      | 140.947                     | Kibaale     |
| Kikuube (← Hoima)       | Distrikt Hoima                                 |                             |                             | 267.455                     |             |
| Distrikt Kiruhura       | Distrikt Kiruhura                              |                             |                             | 151.023                     | Kiruhura    |
| Distrikt Kiryandongo    | Distrikt Kiryandongo                           | 83.405                      | 187.707                     | 266.197                     | Kiryandongo |
| Distrikt Kisoro         | Distrikt Kisoro                                | 186.681                     | 220.312                     | 281.705                     | Kisoro      |
| Kitagwenda (← Kamwenge) | Distrikt Kamwenge                              |                             |                             | 143.786                     |             |
| Distrikt Kyegegwa       | Distrikt Kyegegwa                              | 63.547                      | 110.925                     | 281.637                     | Kyegegwa    |
| Distrikt Kyenjojo       | Distrikt Kyenjojo                              | 182.026                     | 266.246                     | 422.204                     | Kyenjojo    |
| Distrikt Masindi        | Distrikt Masindi                               | 129.682                     | 208.420                     | 291.113                     | Masindi     |
| Distrikt Mbarara        | Distrikt Mbarara                               |                             |                             | 344.904                     | Mbarara     |
| Distrikt Mitooma        | Distrikt Mitooma                               | 134.251                     | 160.802                     | 183.444                     | Mitooma     |
| Distrikt Ntoroko        | Distrikt Ntoroko                               | 24.255                      | 51.069                      | 67.005                      | Ntoroko     |
| Distrikt Ntungamo       | Distrikt Ntungamo                              | 305.199                     | 379.987                     | 483.841                     | Ntungamo    |
| Rubanda (← Kabale)      | Distrikt Kabale                                |                             | 172.780                     | 196.896                     |             |
| Distrikt Rubirizi       | Distrikt Rubirizi                              | 75.361                      | 101.804                     | 129.149                     | Rubirizi    |
| Rukiga (← Kabale)       | Distrikt Kabale                                |                             | 90.599                      | 100.726                     |             |
| Distrikt Rukungiri      | Distrikt Rukungiri                             | 230.072                     | 275.162                     | 314.694                     | Rukungiri   |
| Rwampara (← Mbarara)    | Distrikt Mbarara                               |                             |                             | 127.725                     |             |
| Distrikt Sheema         | Distrikt Sheema                                | 153.009                     | 180.234                     | 207.343                     | Kibingo     |

### Ehemalige Einteilung
2010 bestand die Western Region aus 26 Distrikten:
| Distrikt             | Einwohnerzahl (Zensus 1991) | Einwohnerzahl (Zensus 2002) | Einwohnerzahl (Zensus 2014) | Nr. | Hauptstadt  |
| -------------------- | --------------------------- | --------------------------- | --------------------------- | --- | ----------- |
| Distrikt Buhweju     | 055.534                     | 082.881                     | 120.720                     | 081 | Buhweju     |
| Distrikt Buliisa     | 047.709                     | 063.363                     | 113.161                     | 010 | Buliisa     |
| Distrikt Bundibugyo  | 092.311                     | 158.909                     | 224.387                     | 011 | Bundibugyo  |
| Distrikt Bushenyi    | 160.982                     | 205.671                     | 234.440                     | 012 | Bushenyi    |
| Distrikt Hoima       | 197.851                     | 343.618                     | 572.986                     | 018 | Hoima       |
| Distrikt Ibanda      | 148.029                     | 198.635                     | 249.625                     | 019 | Ibanda      |
| Distrikt Isingiro    | 226.365                     | 316.025                     | 486.360                     | 026 | Isingiro    |
| Distrikt Kabale      | 417.218                     | 458.318                     | 528.231                     | 023 | Kabale      |
| Distrikt Kabarole    | 299.573                     | 356.914                     | 469.236                     | 024 | Fort Portal |
| Distrikt Kamwenge    | 201.654                     | 263.730                     | 414.454                     | 031 | Kamwenge    |
| Distrikt Kanungu     | 160.708                     | 204.732                     | 252.144                     | 032 | Kanungu     |
| Distrikt Kasese      | 343.601                     | 523.033                     | 694.992                     | 034 | Kasese      |
| Distrikt Kibaale     | 220.261                     | 405.882                     | 785.088                     | 037 | Kibaale     |
| Distrikt Kiruhura    | 140.946                     | 212.219                     | 328.077                     | 040 | Kiruhura    |
| Distrikt Kiryandongo | 83.405                      | 187.707                     | 266.197                     | 092 | Kiryandongo |
| Distrikt Kisoro      | 186.681                     | 220.312                     | 281.705                     | 041 | Kisoro      |
| Distrikt Kyegegwa    | 063.547                     | 110.925                     | 281.637                     | 096 | Kyegegwa    |
| Distrikt Kyenjojo    | 182.026                     | 266.246                     | 422.204                     | 046 | Kyenjojo    |
| Distrikt Masindi     | 129.682                     | 208.420                     | 291.113                     | 052 | Masindi     |
| Distrikt Mbarara     | 267.457                     | 361.477                     | 472.629                     | 055 | Mbarara     |
| Distrikt Mitooma     | 134.251                     | 160.802                     | 183.444                     | 102 | Mitooma     |
| Distrikt Ntoroko     | 024.255                     | 051.069                     | 067.005                     | 106 | Ntoroko     |
| Distrikt Ntungamo    | 305.199                     | 379.987                     | 483.841                     | 066 | Ntungamo    |
| Distrikt Rubirizi    | 075.361                     | 101.804                     | 129.149                     | 109 | Rubirizi    |
| Distrikt Rukungiri   | 230.072                     | 275.162                     | 314.694                     | 071 | Rukungiri   |
| Distrikt Sheema      | 153.009                     | 180.234                     | 207.343                     | 111 | Kibingo     |